# Tanjung Alam (Tanjung Sakti Pumu)
Tanjung Alam is een bestuurslaag in het regentschap Lahat van de provincie Zuid-Sumatra, Indonesië. Tanjung Alam telt 1378 inwoners (volkstelling 2010).